# Кайо Дуилио (линкор)
«Кайо Дуилио» (итал. Caio Duilio) — итальянский линкор типа «Андреа Дориа» времён Первой и Второй мировых войн. Назван в честь Гая Дуилия, римского флотоводца, который одержал первую в истории римского флота морскую победу в Первой Пунической войне.

## Характеристики

### Стандартные
Длина линкора составляла 176 м, ширина 28 м, осадка 9,4 м. Максимальное водоизмещение корабля составляло от 24715 до 24729 т. Экипаж состоял из 1233 человек: 35 офицеров и 1198 матросов. Главную энергетическую установку составляли четыре паровые турбины Parsons при поддержке двадцати котлов (двенадцать угольных и восемь мазутных). Котлы располагались в двух отделениях. Общая мощность составляла 30 тысяч л.с., корабль развивал скорость в 21 узел. Дальность плавания составляла 4800 морских миль при скорости в 10 узлов.
Артиллерию главного калибра составляли тринадцать 305-мм орудий 46 калибра в пяти орудийных башнях: три строенных и две сдвоенных установки. В универсальной артиллерии были шестнадцать 152-мм орудий 45 калибра, расположенных рядом с орудийными башнями главного калибра и в казематах. Помимо всего прочего, в распоряжении корабля были тринадцать 76-мм орудий 50 калибра и шесть 76-мм зенитных орудий. Как стандартный капитальный корабль, линкор «Кайо Дуилио» был оснащён тремя торпедными аппаратами калибром 450 мм. Броня для корабля изготавливалась на заводах U.S.Steel по технологии Krupp: толщина брони на поясе составляла 254 мм, на главной палубе 98 мм, на рубке и орудийных башнях по 280 мм.

### Модернизация
Линкор был отстроен и отремонтирован в 1937—1940 годах в Генуе: бак был расширен вплоть до главной мачты. Были отстроены корма, благодаря чему длина корабля выросла до 186,9 м, а водоизмещение до 28882 т. Были убраны 12 котлов, а ремонт турбин повысил мощность до 75 тысяч л.с. и скорость до 26 узлов. Обновлению подверглось и вооружение: была убрана средняя трёх орудийная башня, главным калибром стали 10 орудий калибра 320-мм, а в универсальные орудия вошли 12 строенных 135-мм пушек (четыре орудийные башни). Абсолютно было изменено зенитное вооружение: десять 90-мм, пятнадцать 37-мм и шестнадцать 20-мм орудий (позднее были добавлены четыре 37-мм и убраны два 20-мм орудия). Всего экипаж стал составлять 1485 человек (35 офицеров и 1450 матросов).

## Служба

### От Первой мировой
Линкор «Кайо Дуилио» был заложен в доках Кастелламмаре ди Стабия 24 февраля 1912, спущен на воду 24 апреля 1913, достроен 10 мая 1916. В Первой мировой войне почти не участвовал, как не участвовали в войне и линкоры противника Италии, Австро-Венгрии; четырежды выходил на патрулирование, проведя в море около 70 часов. Линкор базировался в Таранто с ноября 1918 по апрель 1919 года, однако временно с 10 ноября 1918 по 26 января 1919 располагался близ острова Корфу. 26 апреля 1919 «Кайо Дуилио» был отправлен в Измир, по пути чуть не вступив в схватку с крейсером «Георгиос Авероф», однако позднее приказ был отменён: греки заняли Измир. 9 июня к «Кайо Дуилио» пришёл броненосец «Рома», с которым линкор последовал в Константинополь.
«Кайо Дуилио» позднее был отправлен в Чёрное море на помощь Белому движению в России, находясь там с 23 июня по 13 июля. За это время линкор был переведён в Ливанскую эскадру КВМС Италии. Завершив свою миссию, линкор вернулся в Измир, откуда отплыл 9 сентября (ему на смену пришёл линкор «Джулио Чезаре»). 12 сентября «Кайо Дуилио» вернулся в Таранто, уйдя в резерв. В 1920 году он вернулся в состав флота, прибыв 30 июня к берегам Албании и начав обстрел её территории (5 сентября покинул территориальные воды Албании). На следующий год линкор был зачислен в Додеканезскую эскадру, в составе которой патрулировал Восточное Средиземноморье. С 27 июля по 10 сентября 1921 в составе союзной эскадры находился в Константинополе.

### Межвоенные годы
Во время конфликта с греками на Корфу весь итальянский флот блокировал остров, используя убийство Энрико Теллини и четырёх его товарищей как повод для вторжения на Корфу (в блокаде участвовал и «Кайо Дуилио»). В том же году «Кайо Дуилио» сопровождал «Данте Алигьери» по пути в Испанию. 8 апреля 1925 на борту линкора прогремел взрыв (взорвались боеприпасы), что повредило третью орудийную башню главного калибра. Корабль был отправлен на ремонт в Ла Специю, откуда вернулся в апреле 1928. С 18 марта по 15 июня 1930 линкор реставрировался в Таранто, 11 августа 1932 был отправлен в резерв, откуда вернулся через год. 19 мая 1937 «Кайо Дуилио» отправился в Геную, где стал на трёхлетний ремонт. Во флот он вернулся 15 июля 1940 в 5-й дивизион 1-й эскадры из Таранто.

### Во Второй мировой
31 августа 1940 состоялся первый выход «Кайо Дуилио» во время Второй мировой войны: линкор с частью флота плыл на перехват супердредноута «Вэлиант», который направлялся в Александрию, и конвоя на Мальту. Прикрытия с воздуха и воздушной разведки в распоряжении итальянцев не было, что привело в конце концов к их обнаружению англичанами. 1 сентября они отправились в Таранто, однако 7 сентября «Кайо Дуилио» снова отправился на боевое задание для перехвата сил соединения «H», которое также завершилось неудачно: соединение ушло в Дакар. «Кайо Дуилио» вернулся в Таранто, где оставался до ноября.

### Авианалёт на Таранто

Схема атаки на Таранто

В ночь с 10 на 11 ноября 1940 британский Средиземноморский флот организовал атаку при поддержке с воздуха на Таранто: 21 бомбардировщик типа «Фэйри Суордфиш» вылетел с авианосца «Илластриус» и атаковал в гавани итальянский флот в двух волнах. Одна торпеда угодила в «Кайо Дуилио», три попали в «Литторио» и ещё одна в «Конте ди Кавур». «Кайо Дуилио» получил попадание в правый борт, там образовалась дыра размерами 11×7 м, что привело к затоплению двух отсеков с боеприпасами главного калибра. Воду вовремя удалось выкачать, что позволило избежать крена на борт и затопления в гавани. В январе 1941 года «Кайо Дуилио» был отправлен на ремонт в Геную, который начался 26 января.
Но даже после этой успешной атаки англичане не теряли зря времени и продолжили преследовать итальянский флот: соединение «H» под командованием адмирала Джеймса Сомервилла направилось в Геную. Корабли обстреляли порт, а ко всему прочему самолёты с авианосца «Арк Ройял» сбросили магнитные мины в гавань. Пять кораблей были потоплены, однако «Кайо Дуилио» избежал попаданий. Во время боя линкор выпустил около 8 тысяч пуль по британским самолётам. 16 мая 1941 линкор покинул Таранто, войдя в 1-ю эскадру.

### В конце войны
«Кайо Дуилио», ставший флагманом итальянского флота, 29 ноября 1941 года отправился прикрывать итальянский конвой в Северную Африку под прикрытием крейсера «Джузеппе Гарибальди» и шести эсминцев. 13 декабря линкор отправился сопровождать конвой M41, однако вскоре вынужден был оставить конвой и поспешить на помощь к «Витторио Венето», который был торпедирован. В порт «Кайо Дуилио» вернулся 14 декабря, отправившись через два дня на прикрытие конвоя M42 к югу от Мессины при поддержке трёх крейсеров и четырёх эсминцев. Во время конвоирования итальянцы вступили в первый бой в Сиртском заливе, однако «Кайо Дуилио» оказался слишком далеко от англичан. Линкор вернулся в Таранто 19 декабря. С 3 по 6 января 1942 года линкор успешно сопровождал конвой M43 в Триполи, с 22 января по 5 февраля он прикрывал конвой T18, в котором до Триполи добрались четыре из пяти транспортов.
В феврале «Кайо Дуилио» отправился на перехват британских конвоев в Средиземноморье. 14 февраля корабль при поддержке пары лёгких крейсеров и семи эсминцев покинул порт, однако вскоре вернулся обратно, поскольку британцы пропали из виду. 21 февраля он сопровождал конвой K7 из Мессины и Корфу в Таранто. Уже к этому моменту на флоте стали заканчиваться запасы топлива, что привело к ограничению числа операций и их масштабов. В конце концов, «Кайо Дуилио» отправился в резерв. 9 сентября 1943 года, после капитуляции Италии, он прибыл на Мальту, где был интернирован весь итальянский флот.
В июне 1944 года союзники разрешили вернуться «Кайо Дуилио» в Италию: он находился в Таранто, Сиракузах и Аугусте.
1 мая 1947 года линкор стал флагманом ВМС Италии, а 10 ноября 1949 года сложил с себя эти полномочия. В 1953 году «Кайо Дуилио» прибыл в Ла Специю, где простоял до конца службы. 15 сентября 1956 года он был исключён из списков флота, продан и разрезан на металл через год.